# ЕрАЗ-3731
ЕрАЗ-3731 — советский электромобиль-автофургон, экспериментальная партия которого была выпущена на Ереванском автомобильном заводе.

## Создание
Первый опытный экземпляр электромобиля был собран в 1974 году на базе перспективного автофургона ЕрАЗ-3730. До конца 1975 года фургон проходил заводские испытания на Дмитровском автополигоне НАМИ. Работы над моделью продолжались до 1986 года, всего было собрано 26 опытных образцов, из которых бо́льшая вышла из строя во время испытаний. Главной причиной прекращения разработки послужило несовершенство источников питания.

## Конструкция
Силовым агрегатом являлся электродвигатель постоянного тока ЭДТ-81 мощностью 21 кВт, управлявшимся тиристорно-импульсным регулятором напряжения. Данное оборудование поставлялось Рижским электромашиностроительным заводом и Московским опытным заводом ВНИИ электромеханики.
Крутящий момент от электродвигателя на задний мост передавался через одноступенчатый редуктор, установленный на картере электродвигателя с общим передаточным отношением от электродвигателя к ведущим колесам — 6,8.
Электромобиль оснащался батареей ЭНЖ-200, собранной из 96 железно-никелевых аккумуляторов. Она была размещена в контейнерах сразу за перегородкой водителя. Для зарядки она выкатывалась через специальные люки в бортах кузова. Была предусмотрена промежуточная форсированная подзарядка источников питания током 190 А в течение 1 часа, тогда зарядка достигала 70 % от номинальной. Запас хода составлял до 45 км.

## Недостатки
- большая трудоёмкость обслуживания и зарядки батареи — до 15 часов[источник не указан 1619 дней]
- из-за высоко расположенного центра тяжести электромобиль имел склонность к опрокидыванию[источник не указан 1619 дней]
- недолговечность аккумуляторов из-за нагрева электролита (до 70°) при движении и их склонность к коротким замыканиям[источник не указан 1619 дней].